# Гриневецький Іларіон-Євген Омелянович

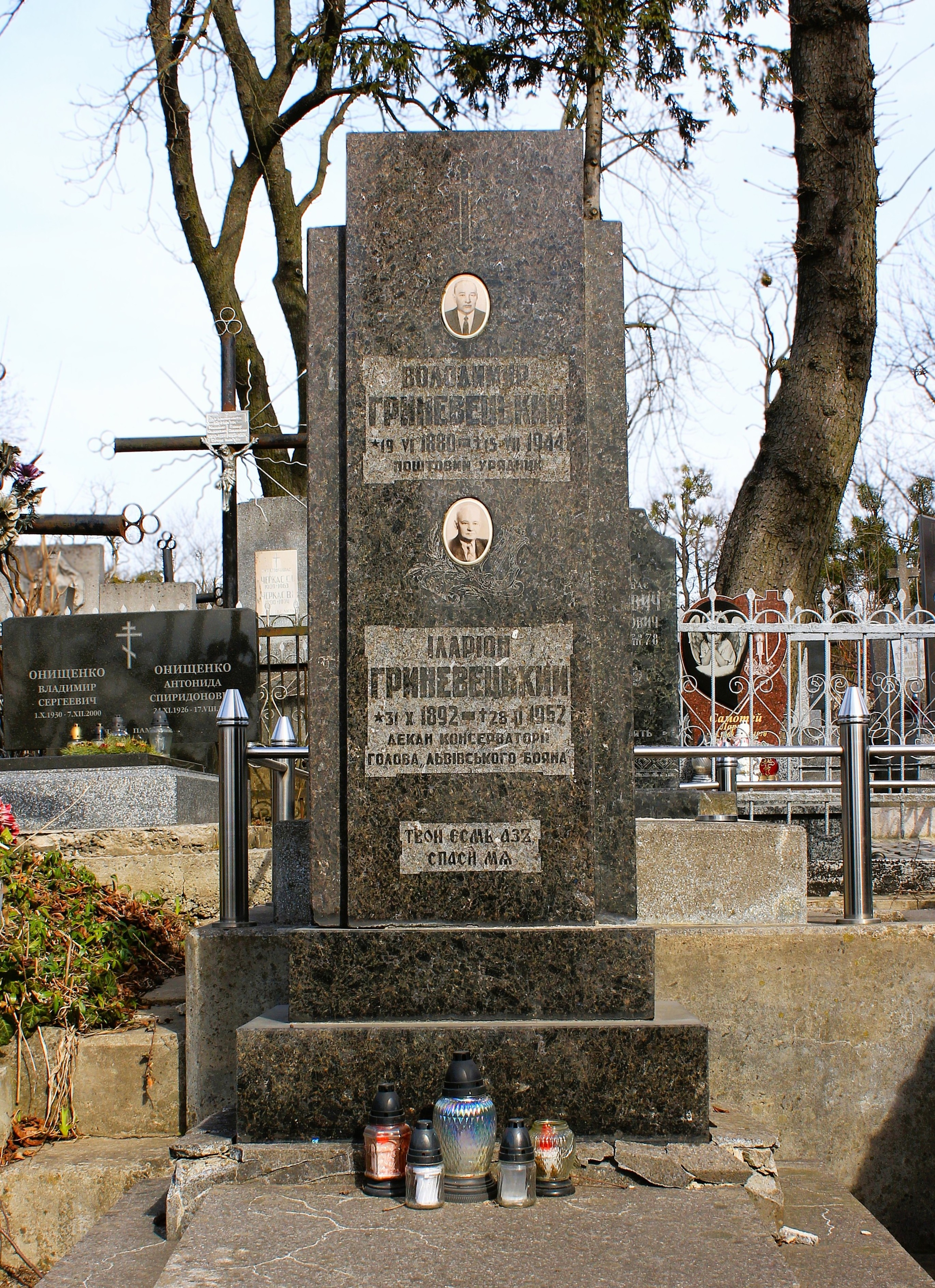
Нагробок на могилі І.-Є. Гриневецького.

Іларіо́н-Євге́н Омеля́нович Гриневе́цький (31 жовтня 1892, с. Хотинець, нині Польща — 28 лютого 1962, Львів) — український музикознавець, диригент, педагог, мовознавець-україніст, громадський діяч. Доцент (1955). Член управи Музичного товариства ім. М. Лисенка у Львові (1927—1930).

## Життєпис
Іларіон-Євген Гриневецький народився 31 жовтня 1892 року в селі Хотинці Яворівського повіту (тепер Ярославського повіту Польщі).
До 1914 року навчався на філологічному факультеті Львівського університету, 1926 року закінчив Львівську консерваторію.
З початком Першої світової війни був мобілізований до австрійської армії. Протягом 1924—1944 років у Львові навчав музики, співів та української мови в приватних школах товариства «Рідна школа», Жіночої вчительської семінарії, Дівочій гімназії, педагогічній школі та 2-й гімназії м. Львова.
У 1927—1930, 1931—1939 роках очолював львівське товариство «Боян», а у 1930—1931 роках був керівником хору «Боян». 1929 року Гриневецький почав видавати «Музичний вісник» (надруковано 2 випуски), який на той час був літописом музичної педагогіки Галичини. У 1944—1946 роках працював викладачем української мови і музики, а також водночас керівником хору Львівського педагогічного інституту; у 1946—1962 був викладачем теоретичних дисциплін та деканом фортепіанного, диригентського, композиторського та історично-теоретичного факультетів Львівської консерваторії.
1929 року спільно з Станіславом Людкевичем, Борисом Кудриком, Левом Туркевичем та Михайлом Гайворонським був організатором фестивалю, присвяченого 100-річчю від часу заснування в Перемишлі першого хору в Галичині, на якому диригував хорами «Боян» та «Бандурист». 1934 року учасник всегалицького святкування в м. Яворові 120-річчя від дня народження Михайла Вербицького.
Помер 28 лютого 1962 року у Львові. Похований на 13 полі Янівського цвинтаря.

## Доробок
Основні праці:
- А. К. Вахнянин: Нарис про життя і творчість (1961);
- А. К. Вахнянин (1841–1908), В. Г. Матюк (1852–1912) (1969).